# Guerre d'Indépendance de Rákóczi
Guerre de Succession d'Espagne
La guerre d'Indépendance de Rákóczi est une révolte de la noblesse hongroise de Transylvanie, initiée et menée contre l'absolutisme des Habsbourg par François II Rákóczi de 1703 à 1711, durant la Guerre de Succession d'Espagne, alors qu'il régnait sur la Transylvanie pendant la guerre d'indépendance hongroise, issue du mouvement des Malcontents hongrois,. Cette guerre, bien qu'elle fût perdue, fit de lui un héros national hongrois.
Sa défaite est sanctionnée par le traité de Szatmár (Satu-Mare) du 30 avril 1711 : la Transylvanie est ramenée à ses limites d'avant 1526, sans le partium, et transformée en un grand-duché dont les princes furent nommés par les Habsbourg, au lieu d'être élus par la Diète transylvaine.

## Sources, littérature
- Domokos Brenner, Histoire Des Révolutions De Hongrie, Neaulme, 1739
- Paul Lendvai, The Hungarians: A Thousand Years of Victory in Defeat, Princeton University Press, 2004